# Karlqvist gap
Karlqvist gap (engelska) eller Karlqvistfältet är ett elektromagnetiskt fenomen som upptäcktes 1953 av den svenska civilingenjören Olle Karlqvist (1922-1976) och som har betydelse vid magnetisk lagring för datorer.
Karlqvist upptäckte fenomenet vid konstruktionen av ett ferromagnetiskt ytlager för trumminnet som skulle användas till datorn BESK.  Vid konstruktion av magnetisk lagring, måste det ferromagnetiska lagret studeras för att avgöra variationen i det magnetiska fältet med tanke på permeabilitet, luftgap, lagertjocklek och andra påverkande faktorer.  Problemet är icke-linjärt och extremt svårt att lösa. Upptäckten av Karlqvists gap visar att det olinjära problemet kan approximeras med ett linjärt randvillkor för det tvådimensionella statiska fältet och det endimensionella transientfältet. Denna linjära beräkning ger en första approximation.
Karlqvist publicerade sin upptäckt 1954 i avhandlingen "Calculation of the magnetic field in ferromagnetic layer of a magnetic drum" (Beräkning av det magnetiska fälteti ferromagnetiskt lager hos en magnetisk trumma) vid Kungliga Tekniska högskolan (KTH).